# پست شماره 1
پست گارد افتخار در شعله ابدی در مقبره سرباز گمنام در نزدیکی دیوارهای کرملین مسکو (روسی: Пост Почётного караула у Вечного огня на Могиле Неизвестного Солдата у стен Московского Кремля) همچنین با نام پست شماره ۱ روسی: Пост № ۱ شناخته می‌شود (پاسگاه اصلی نگهبانی در روسیه است. این پاسگاه در سال ۱۹۲۴ پس از مرگ ولادیمیر لنین در نزدیکی آرامگاه لنین تأسیس و نصب شد. در سال ۱۹۹۳، با فرمان رئیس‌جمهور روسیه، بوریس یلتسین، پاسگاه شماره ۱ لغو شد و در سال ۱۹۹۷ در باغ الکساندر نزدیک مقبره سرباز گمنام (مسکو) احیا شد. وظیفه نگهبانی توسط سربازان هنگ کرملین انجام می‌شود.

## تاریخچه

### پیشینه
مراسم مفصلی برای تعویض گارد احترام در دوران سلطنت پاول اول تدوین شد و تا آغاز قرن بیستم مورد استفاده قرار گرفت. در زمان پاول اول، به سربازان یونیفرم‌های سبک پروس داده شد، ارتش در آرایش‌های جدید تمرینی آموزش دید و مراسم معمول رژه گارد (سوار شدن بر گارد) با مشارکت اجباری امپراتور یا وارث او به یک امر مهم دولتی تبدیل شد.
در دوره امپراتوری روسیه، مراسم تعویض گارد در میدان جلوی کلیسای جامع سنت پیتر و پاول در سن پترزبورگ یا در پترهوف، بسته به محل اقامت امپراتور، انجام می‌شد.

### نگهبان آرامگاه

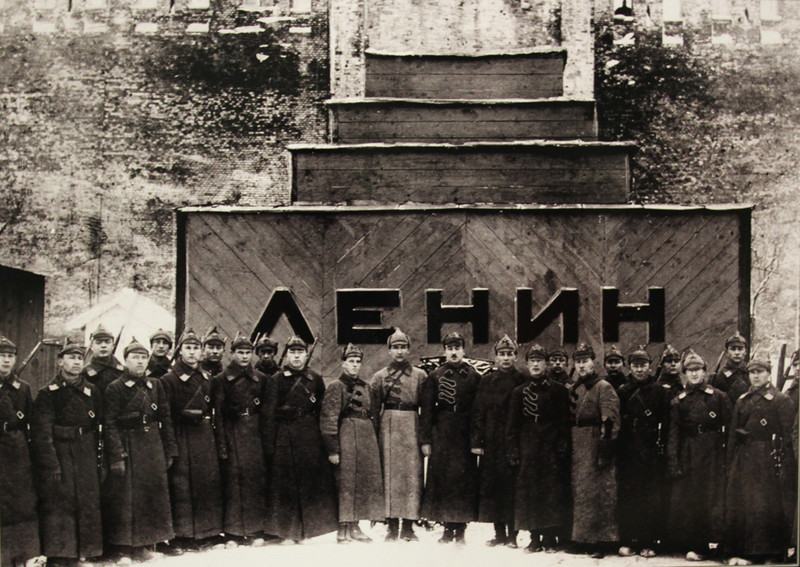
نگهبان اولین مدرسه نظامی متحد شوروی ارتش سرخ به نام کمیته اجرایی مرکزی سراسری روسیه برای حفاظت از مقبره موقت لنین، ۱۹۲۴

پس از مرگ و تشییع ولادیمیر لنین ولادیمیر لنین، اولین کسانی که نگهبانی از جسد او را سازماندهی کردند، داوطلبان بودند: دهقانان ساکن در نزدیکی مسکو و بعدها کارگران پایتخت و نمایندگان یازدهمین کنگره سراسری شوراهای روسیه.
گارد احترام رسماً به دستور رئیس پادگان مسکو، نیکولای مورالوف، در ۲۶ ژانویه ۱۹۲۴ تأسیس شد. این گارد در یک مقبره چوبی موقت قرار داشت که طبق طرح معمار الکسی شوچوسف چند روز پس از مرگ لنین ساخته شده بود. از آنجایی که لنین فرمانده افتخاری سرخ مدرسه نظامی کمیته اجرایی مرکزی تمام روسیه بود، این گارد توسط دانشجویان این مدرسه انجام می‌شد.
در ۲۷ ژانویه ۱۹۲۴، ساعت ۱۶:۰۰، گریگوری کوبلوف و آرسنتی کاشکین اولین کسانی بودند که پست خود را تحویل گرفتند. نگهبانان با کارابین توسط فرمانده گارد، دانشجوی افسری یانوس میساروش، مستقر شده بودند، رئیس گارد، فرمانده لشکر سواره نظام، نیکولای درایر بود. گارد افتخاری متشکل از نمایندگان اقشار مختلف اجتماعی بود. کوبلوف و کاشکین فرزندان کارگران مزرعه بودند، میساروش پسر یک کارگر راه‌آهن بود و رئیس گارد درایر یک اشراف‌زاده بود.
نگهبانان در دو طرف تابوت که به آرامی حمل می‌شد، راه می‌رفتند. در مقبره، آنها رو به روی هم قرار گرفتند و با تفنگ‌هایشان در ورودی خشکشان زد. دانشجویان هر ساعت با صدای ناقوس‌های کرملین، تا زنگ دوم، جایشان را عوض می‌کردند.
در سال ۱۹۲۵، در اولین سالگرد مرگ ولادیمیر لنین، گارد احترام به همراه گارد کرملین متشکل از دانشجویان دانشکده افسری، سربازان ارتش سرخ و فرماندهان سایر مدارس نظامی و هنگ‌های پادگان مسکو بود. کارگران و دهقانان نیز در کنار آنها در کنار تابوت سنگی نگهبانی می‌دادند. در این دوره، مراسم تعویض گارد در آرامگاه آغاز شد.
در سال ۱۹۳۵، گارد افتخار به سربازان ارتش سرخ هنگ کرملین منتقل شد که در پادگان سابق مدرسه نظامی کمیته اجرایی مرکزی سراسری روسیه مستقر بود. فرایند گزینش دقیقی برای گروهان گارد ویژه وجود داشت. شخصیت اخلاقی سربازان بسیار مهم بود.
یک مدل چوبی از مقبره برای آموزش ساخته شد. نگهبانان آینده پست شماره ۱، گام‌های راهپیمایی کرملین، تکنیک‌های تفنگ، حرکات هماهنگ و توانایی پیاده‌روی از دروازه اسپاسکی تا پست را دقیقاً در ۲ دقیقه و ۳۵ ثانیه و با طی ۲۱۰ قدم تمرین و تکمیل کردند. در زمان‌های مختلف، کارکنان هنگ شامل ۳۰ تا ۵۰ نفر - از یک تا یک و نیم دسته - بودند.

### جنگ جهانی دوم
با آغاز جنگ بزرگ میهنی، مسئله محافظت از مقبره در برابر بمباران هوایی و حفظ جسد ولادیمیر لنین مطرح شد. طبق دستور محرمانه کمیساریای خلق برای امنیت دولتی، در ۳ ژوئیه ۱۹۴۱، جسد ولادیمیر لنین با یک واگن قطار ویژه از مسکو به تیومن منتقل شد. قطار توسط کارمندان اداره اول کمیساریای خلق برای امنیت دولتی و دفتر فرماندهی کرملین مسکو محافظت می‌شد. پست شماره ۱ نیز به یک واگن راه‌آهن منتقل شد. به محض ورود به تیومن، نگهبانان به محض نصب تابوت حاوی جسد لنین در محل جدید خود، در پست خود مستقر شدند. در این مدت، خدمات گارد افتخاری در مقبره مسکو متوقف نشد. جسد لنین در آوریل ۱۹۴۵ به پایتخت بازگردانده شد. 

### پس از جنگ

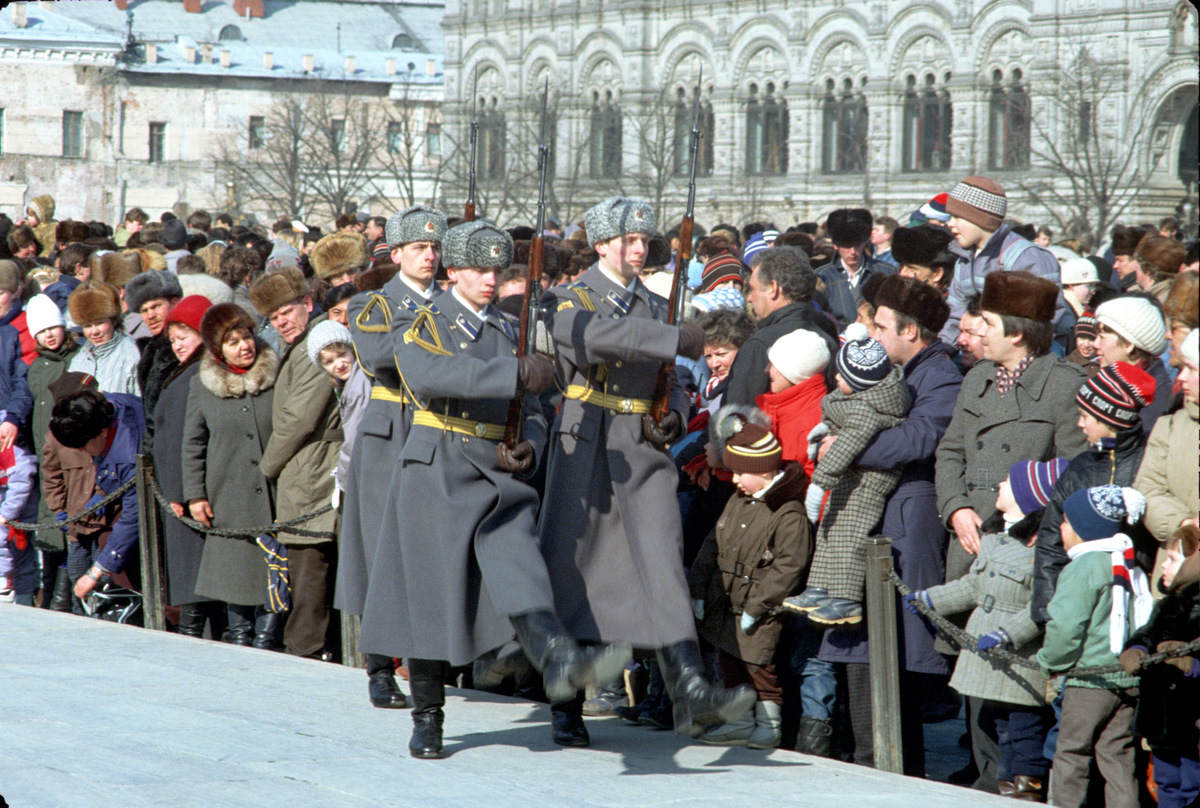
تعویض نگهبان در پست شماره ۱ در کنار مقبره لنین، ۱۹۹۰

در دهه ۱۹۶۰، سنت استقرار دوره‌ای نگهبانان جفت در نزدیکی مقبره احیا شد: کهنه سربازانی که از مدرسه نظامی کمیته اجرایی مرکزی تمام روسیه فارغ‌التحصیل شده بودند، در کنار سربازان می‌ایستادند. هر ساله در ۲۲ آوریل، کهنه سربازان به همراه نگهبانان در پست شماره ۱ می‌ایستادند. و در آستانه جشن‌های اکتبر، نوادگان ملوانان رزم‌ناو پوتمکین و رزم‌ناو آرورا در کنار تاج‌های گلی که توسط هنگ رژه نیروی دریایی گذاشته شده بود، می‌ایستادند. در اول نوامبر ۱۹۶۷، لباس فرم جدیدی برای نگهبانان محافظ مقبره معرفی شد.
در ۶ ژوئیه ۱۹۷۶، به دستور رئیس کاگ‌ب، یک گروهان گارد ویژه بر اساس دسته‌هایی که در پست نزدیک مقبره خدمت می‌کردند و از نظر سازمانی بخشی از گروه‌های مختلف هنگ بودند، ایجاد شد. این کار به منظور آماده‌سازی هدفمند و کارآمد سربازان و گروهبانان برای خدمت در پست شماره ۱ و محافظت از مقبره در ساعات بازدید بازدیدکنندگان انجام شد.

### فدراسیون روسیه
در ۲۰ ژوئن ۱۹۹۲، حدود ۳۰ نفر از پیروان یک فرقه مذهبی (به اصطلاح "مرکز تئوتوکوس") تلاش کردند تا برای نفرین لنین وارد مقبره شوند. گارد احترام بدون استفاده از زور به این حمله پاسخ داد - آنها به سادگی خود را از داخل در مقبره حبس کردند.
در سال ۱۹۹۳، پس از وقایع ۳ و ۴ اکتبر ۱۹۹۳، بوریس یلتسین پست شماره ۱ را لغو کرد دستور پایان دادن به وظیفه نگهبانی در مقبره توسط رئیس اداره امنیت اصلی صادر شد. آخرین نگهبانی توسط سرجوخه وادیم ددکوف و سرباز رومن پولتایف انجام شد. در ۶ اکتبر ۱۹۹۳، ساعت ۴ بعد از ظهر، گروهبان اولگ زاموتکین آخرین شیفت را رهبری کرد. نگهبانان به جمعیت پشت کردند و از ورودی پشتی مقبره خارج شدند. و در دسامبر همان سال، بوریس یلتسین، در آیین‌نامه جدید خدمات داخلی نیروهای مسلح روسیه، مقبره را از فهرست مکان‌هایی که باید در آنها ادای احترام نظامی انجام شود، حذف کرد.

### آرامگاه سرباز گمنام

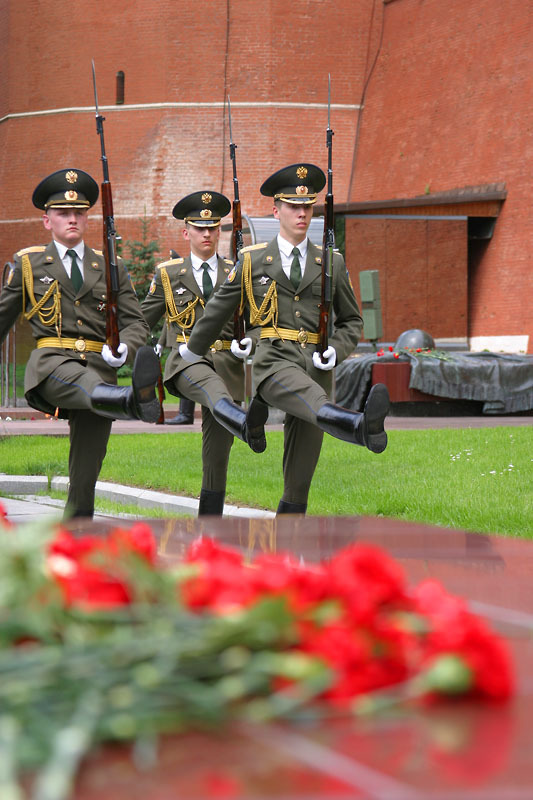
تعویض گارد افتخار در باغ الکساندر، ۲۰۰۵

در سال ۱۹۹۷، مقبره سرباز گمنام در باغ الکساندر نزدیک دیوار کرملین به محل دائمی جدید گارد افتخار تبدیل شد. 
به گفته سرگئی دیویاتوف، نماینده رسمی سرویس امنیت فدرال
تا این زمان، هیچ پست دائمی در آتش همیشه‌فروزان وجود نداشت. گروهان گارد ویژه، کارت ویزیت هنگ ریاست جمهوری است، بنابراین الزامات خاصی از نظر آمادگی جسمانی و قد بر آن اعمال می‌شود. نگهبانان در طول مراسم تشریفاتی و یادبود و اهدای تاج گل، نگهبانی می‌دادند. ترتیب خدمت و آیین تعویض نگهبانان برای گارد احترام تصویب شد و یک یونیفرم تهیه شد. پست‌ها به غرفه‌هایی مجهز شده و به وسایل فنی و ارتباطی مجهز بودند. در زمستان، غرفه‌ها از پایین گرم می‌شدند و با هوای گرم دمیده می‌شدند.
در ۱۲ دسامبر ۱۹۹۷، ساعت ۸:۰۰، اولین گارد افتخار، گروهبان ارشد نماینده مجلس ولگونوف، اولین شیفت سرجوخه‌های آر.وی. چرنوبوروف و آ.گ. گورباشکوف را به سمت پست اصلی کشور هدایت کرد.

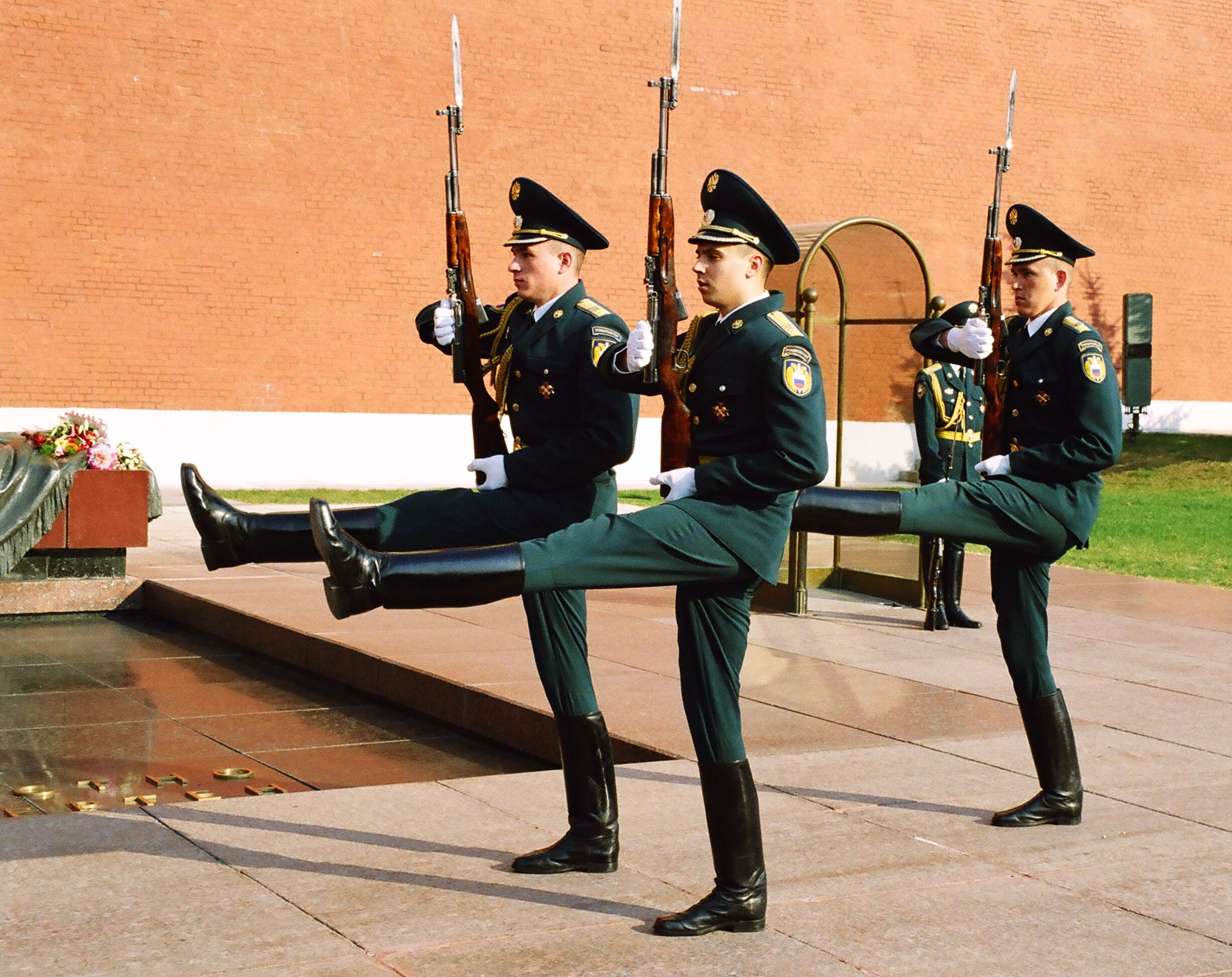
تعویض گارد افتخار، ۲۰۰۶

طبق فرمان ریاست جمهوری که توسط بوریس یلتسین در ۹ دسامبر ۱۹۹۷ امضا شد، نگهبان هر ساعت از ساعت ۸:۰۰ تا ۲۰:۰۰ تعویض می‌شد. در مراسم تشریفاتی تعویض نگهبانان، هماهنگی اقدامات شرکت‌کنندگان به کمال رسید: از پنجه کشیده پا تا زمین با فاصله ۲۰ سانتی‌متر. حرکت پای صاف در زانو از لگن انجام می‌شود و هر دو کف پای راست و چپ در یک خط قرار می‌گیرند. این مرحله پیچیده از زمان تزاری باقی مانده است. سربازان به مدت ۶۰ دقیقه در مقبره سرباز گمنام می‌ایستند، سپس به مدت ۳ ساعت استراحت می‌کنند و دوباره به پست می‌روند. نگهبانان به کارابین‌های خودبارگذار سیمونوف مسلح هستند، اما کارابین‌ها ساختگی هستند. با این حال، در صورت تهدید یا اقدام به خرابکاری در مقبره سرباز گمنام، نگهبان حق استفاده از نیروی فیزیکی و همچنین ضربه زدن با سرنیزه و دفاع از خود با قنداق را دارد. ترتیب مدرن مراسم احیا شده در سال ۲۰۰۵ توسط نظامیان هنگ ریاست جمهوری و افسران تشریفات رئیس‌جمهور روسیه تحت رهبری فرمانده کرملین با توافق با شورای نشان‌های ریاست جمهوری تدوین شد. هنگام تهیه متن، توسعه‌دهندگان با مراسم در کشورهای دیگر آشنا شدند. تعویض گارد نمادین است، برجسته‌ترین لحظات، میدان رژه و حمل پرچم روسیه است.

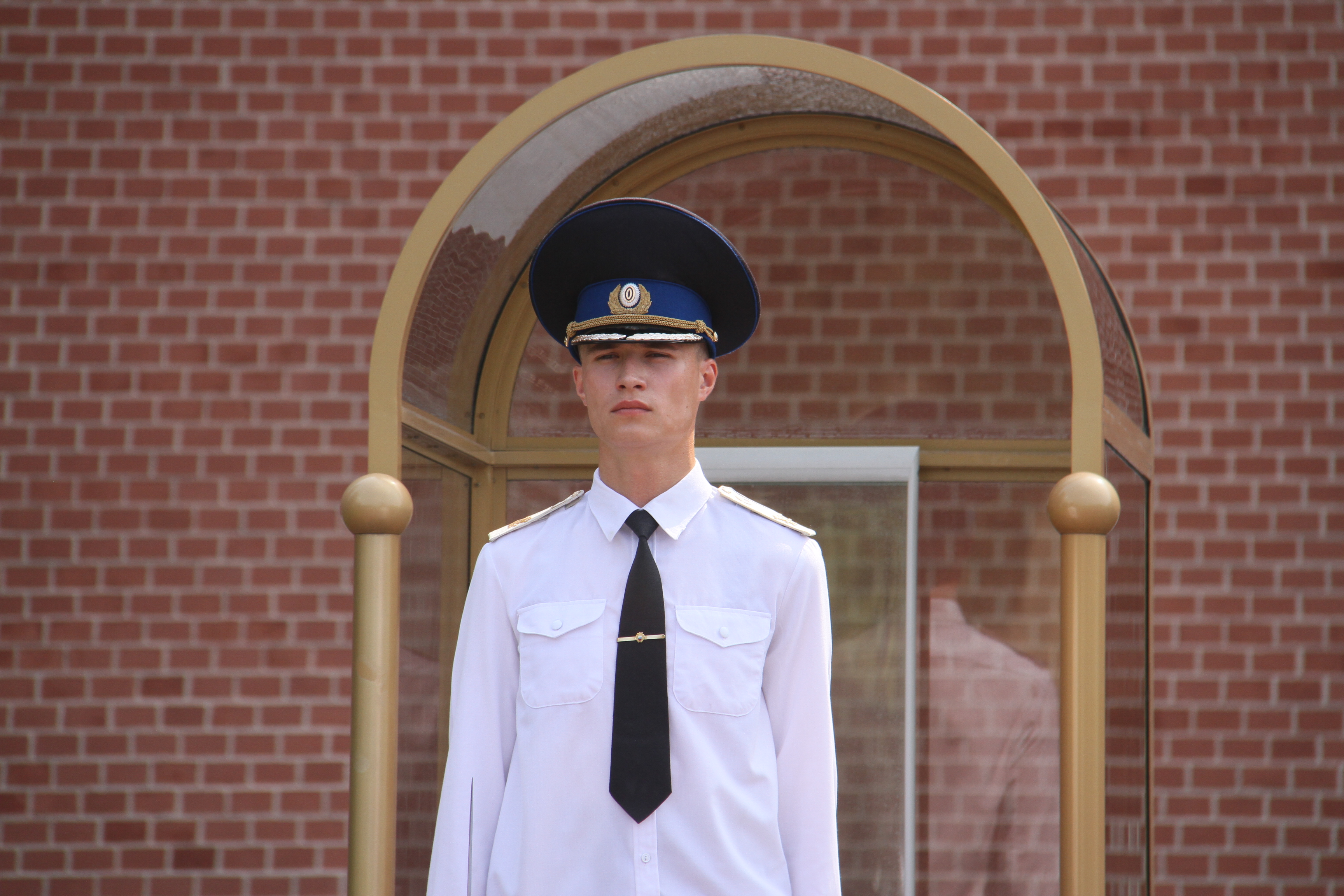
نگهبان پست شماره ۱، ژوئیه ۲۰۱۶

با تصمیم رئیس سرویس امنیت فدرال، گارد افتخار ممکن است در موارد استثنایی در زمان‌های دیگری نیز مستقر شود. به عنوان مثال، از ۲۱ تا ۲۲ ژوئن، این گارد به یادبود آغاز جنگ بزرگ میهنی به صورت شبانه‌روزی ایستاده است. و در ۳ ژوئن ۲۰۱۷، تعویض گاردهای پیاده و سواره به دلیل سوگند پرسنل نظامی لغو شد: این مراسم شامل نمایش تکنیک‌های تمرین گارد افتخار با سلاح و یک چرخ فلک اسب‌سواران بود.
در سال ۲۰۰۹، بنای یادبود سرباز گمنام به عنوان یادبود ملی افتخار نظامی شناخته شد و خود مجموعه نیز با یک ستون یادبود به افتخار شهرهایی که عنوان افتخاری به همین نام را دارند، تکمیل شد.